# Công nghị Hippo
Công nghị Hippo đề cập đến công nghị diễn ra vào năm 393 được tổ chức tại Hippo Regius ở miền bắc Châu Phi trong thời kỳ đầu của Giáo hội Kitô giáo. Các công nghị bổ sung sau đó đã được tổ chức vào các năm 394, 397, 401 và 426. Một số công nghị này có sự tham dự của Augustinô thành Hippo.
Công nghị năm 393 được biết đến nhiều nhất với hai đạo luật khác biệt. Thứ nhất, lần đầu tiên một hội đồng giám mục đã liệt kê và phê chuẩn Thánh Kinh Kitô giáo quy điển tương ứng chặt chẽ với quy điển Công giáo hiện đại nhưng thiếu một số sách so với quy điển Chính thống giáo. Danh sách các sách quy điển được phê duyệt tại Hippo bao gồm sáu sách sau này được người Công giáo xếp vào thể loại thứ kinh (deuterocanonical) (những người theo đạo Tin Lành gọi các sách này là Ngụy Kinh); nhưng cũng bao gồm 'hai sách của Ezra', các cuốn sách tiếng Latinh Cổ Ezra thứ nhất và Ezra thứ hai, trong đó chỉ có sách thứ hai là thuộc quy điển Công giáo. Danh sách quy điển sau đó đã được phê chuẩn tại Công nghị Carthage (năm 397) trong khi chờ phê chuẩn bởi "Giáo hội ở bờ bên kia", tức là Tòa Thánh ở Roma, bờ bên kia của Địa Trung Hải. Các công đồng trước đây đã thông qua một số quy điển tương tự, nhưng vẫn có khác biệt.
Công nghị này cũng tái xác nhận nguồn gốc tông truyền của yêu cầu về độc thân linh mục và tái khẳng định rằng đây là yêu cầu đối với tất cả những người được thụ phong, ngoài ra cũng yêu cầu rằng tất cả các thành viên trong gia đình của một người phải là Kitô hữu trước khi người đó được phong chức. Các quy tắc liên quan đến việc tông truyền cũng đã được làm rõ tại công nghị này, cũng như một số cân nhắc nhất định về phụng vụ.

## Quy điển
Các sách Thánh Kinh quy điển được liệt kê trong Canon xxxvi như sau:
Sáng Thế, Xuất Hành, Lê-vi, Dân Số, Đệ Nhị Luật, Giô-suê con của Nun, Thủ Lãnh, Rút, Các Vua (04 sách), Sử biên niên (02 sách), Job, Thánh Vịnh, Năm sách của Solomon, Mười hai sách của các Ngôn sứ, I-sai-a, Jeremiah, Ezechiel, Đa-ni-en, Tobit, Judith, Esther, Ezra, ij. books, Các sách Ma-ca-bê (02 sách), Các sách Phúc Âm (04 sách), Công vụ Tông Đồ (01 sách), The Epistles of Paul, xiv, Thư của thánh Phêrô tông đồ (02 sách), The Epistles of John the Apostle, iij, Thư của thánh Gia-cô-bê tông đồ, The Epistle of Jude the Apostle, j, Khải Huyền.
Theo Augustinô, "năm sách của Solomon" là Châm Ngôn, Truyền Đạo, Diễm Ca, Khôn ngoan và Huấn Ca.
Trong De doctrina christiana, Augustinô giải thích mối quan hệ giữa hai sách của Ezra/Esdras và sự tách biệt của các sách này với các sách Sử biên niên (một phần được bao gồm trong sách 1 Esdras của Bản Bảy Mươi): "... và hai sách của Ezra, cuối cùng nhìn giống như phần tiếp theo của lịch sử thông thường liên tục và kết thúc với các sách Vua và Sử biên niên."